# Argornis caucasicus
Argornis caucasicus — викопний вид серпокрильцеподібних птахів вимерлої родини Jungornithidae. Існував в пізньому еоцені (37-33 млн років тому) в Європі. Рештки часткового скелета, які включали хребетний стовп, плечовий пояс і передні кінцівки, знайдено на лівому березі річки Пшеха в Краснодарському краї на Північному Кавказі (Росія).